# Żółć litogenna
Żółć litogenna – żółć o patologicznie dużej zawartości cholesterolu lub małej ilości kwasów żółciowych.
Nadmierne wydzielanie do żółci cholesterolu może być spowodowane względnym lub bezwzględnym niedoborem kwasów żółciowych i lecytyny, a zmniejszona zawartość kwasów żółciowych może być natomiast wynikiem nieprawidłowego ich wchłaniania w jelicie krętym lub niezdolności hepatocytów do syntezy wystarczającej jego ilości. Ponadto możliwe jest także w przypadku nadmiaru cholesterolu w diecie. W efekcie przesycenia wytrącają się mikrokryształki cholesterolu, które tworzą złogi, będące objawem kamicy żółciowej.